# Gabriel Hieromonachos
Gabriel Hieromonachos (bl. um 1450) war ein byzantinischer Musiktheoretiker des 15. Jahrhunderts.
Wie bei den meisten spätbyzantinischen Meloden und Hymnographen sind keine genauen Lebensdaten bekannt, Anhaltspunkte finden sich lediglich in seinen Werken. Hierzu zählt insbesondere eine Abhandlung über den Kirchengesang.

## Werke
- Abhandlung über den Kirchengesang. Hrsg.: Christian Hannick, Gerda Wolfram (= Monumenta Musicae Byzantinae, Corpus Scriptorum de re Musica. Band I). Österreichische Akademie der Wissenschaften, Wien 1985, ISBN 3-7001-0729-3 (157 S.).